# Velocità limite (fluidodinamica)
In fluidodinamica, la velocità limite è la massima velocità di regime che un corpo immerso in un fluido (ad esempio nell'aria o nell'acqua) può raggiungere quando è sottoposto ad una forza di resistenza fluidodinamica (dovuta alla presenza del fluido) che compensa esattamente una forza costante agente nel senso opposto (ad esempio la forza di gravità o la forza di galleggiamento). Nello studio della fluidodinamica, solitamente si considera il sistema di riferimento in cui il corpo è fermo e allora la velocità limite è la velocità di flusso del fluido nel campo lontano dal corpo (all'infinito) U. Nel caso questa velocità si raggiunga dopo un transitorio infinito, come nel caso della caduta di un corpo in un fluido, si indica con {\displaystyle U_{\infty }}.
Si parla in particolare di:
- velocità terminale di caduta se la forza di resistenza fluidodinamica contrasta la forza di gravità (come succede nel caso di un corpo in caduta libera nell'aria);
- velocità terminale di risalita se la forza di resistenza fluidodinamica contrasta la forza di galleggiamento (come succede nel caso delle bolle d'aria che si innalzano nell'acqua).

Il raggiungimento della velocità limite è preceduto da un regime transitorio (durante il quale la velocità del corpo aumenta) che prosegue fino al raggiungimento di uno stato stazionario (in corrispondenza del quale la velocità ha raggiunto il suo valore massimo per cui rimane costante nel tempo).

## Velocità terminale di caduta
Quando un corpo cade liberamente in un fluido acquista velocità per effetto dell'accelerazione dovuta alla forza di gravità. Nel suo procedere in questo moto il corpo incontra la resistenza del fluido che lo rallenta. Questa resistenza aumenta con il crescere della velocità del corpo.
Ad un certo punto si verificherà che la forza di gravità e la resistenza dell'aria avranno la stessa intensità. Da quell'istante in poi il corpo, soggetto ad una risultante di forze nulla essendo uguali ed opposte le due forze che agiscono su esso, procederà ad una velocità costante, detta "velocità terminale di caduta".

### Esempi
Non è invece possibile individuare una velocità limite di un corpo disomogeneo, in quanto subendo delle rotazioni durante la caduta libera modifica continuamente la propria velocità (semmai, facendo alcune semplificazioni, si può calcolare una velocità limite "media"). Se inoltre il corpo non è rigido ma deformabile, la situazione si complica maggiormente (ad esempio un fazzoletto in caduta libera nell'aria subisce repentini cambiamenti di forma e velocità).

### Descrizione matematica

Una sfera in caduta libera in un fluido dopo un transitorio iniziale viaggia a velocità costante, in quanto la somma vettoriale delle forze agenti su di essa è nulla.

Per determinare l'espressione che lega la velocità terminale di caduta ad altre grandezze direttamente misurabili, è necessario anzitutto determinare la generica equazione del moto di un grave in caduta libera all'interno di un fluido, quindi da questa è possibile ricavare l'espressione della velocità terminale di caduta determinando il valore assunto dalla velocità per tempi molto lunghi.
Per semplicità, l'origine degli assi può essere posizionato in corrispondenza della posizione iniziale del grave e l'asse z verticale rivolto nel verso di caduta del grave.
Tracciando un diagramma di corpo libero del corpo con le forze agenti su di esso, si nota che in un istante qualsiasi la forza risultante {\displaystyle m{\ddot {\mathbf {x} }}} è data dalla differenza della forza di gravità {\displaystyle m\mathbf {g} } e della forza di resistenza fluidodinamica {\displaystyle k|{\dot {\mathbf {x} }}|{\dot {\mathbf {x} }}}:
{\displaystyle m{\ddot {\mathbf {x} }}=m\mathbf {g} -k|{\dot {\mathbf {x} }}|{\dot {\mathbf {x} }}}
dove:
- {\displaystyle \mathbf {x} }, {\displaystyle {\dot {\mathbf {x} }}} e {\displaystyle {\ddot {\mathbf {x} }}} indicano lo spostamento, la velocità e l'accelerazione del grave (ciascun punto sopra la x indica un'operazione di derivazione rispetto al tempo t);
- m è la massa del grave;
- g è l'accelerazione di gravità;
- k è il coefficiente di attrito viscoso.

Ipotizzando che inizialmente il corpo sia fermo e che la sua posizione iniziale corrisponda all'origine degli assi, all'uguaglianza precedente possiamo associare le seguenti condizioni iniziali:
- lo spostamento del corpo è nullo in corrispondenza dell'origine: {\displaystyle \mathbf {x} (0)=\mathbf {0} }
- la velocità del corpo è nulla in corrispondenza dell'origine: {\displaystyle {\dot {\mathbf {x} }}(0)=\mathbf {0} }

Per ricavare l'equazione del moto del corpo bisogna quindi risolvere il seguente problema di Cauchy:
{\displaystyle {\begin{cases}m{\ddot {\mathbf {x} }}=m\mathbf {g} -k|{\dot {\mathbf {x} }}|{\dot {\mathbf {x} }}\\\mathbf {x} (0)=\mathbf {0} \\{\dot {\mathbf {x} }}(0)=\mathbf {0} \end{cases}}}
Attraverso una serie di passaggi matematici, si ricava che la velocità del corpo lungo l'asse z varia secondo la seguente relazione:
{\displaystyle {\dot {x}}={\sqrt {\frac {mg}{k}}}\operatorname {tanh} \left({\sqrt {\frac {kg}{m}}}\cdot t\right)}
La velocità terminale di caduta può essere calcolata determinando il valore limite che raggiunge la velocità per un tempo tendente a infinito:
{\displaystyle U_{\infty }=\lim _{t\to \infty }|\mathbf {\dot {x}} |={\sqrt {\frac {mg}{k}}}}
Questa relazione mostra che la velocità tende a stabilizzarsi verso un valore limite {\displaystyle U_{\infty }} che dipende dal coefficiente di attrito viscoso k caratteristico del fluido in cui è immerso il grave, dalla sua massa e dalla accelerazione di gravità.
Tale coefficiente di attrito viscoso è pari a:
{\displaystyle \quad k={\frac {C_{d}\rho A}{2}}}:
Dalle due relazioni precedenti si ottiene quindi la seguente relazione utile a determinare la velocità terminale di caduta:
{\displaystyle U_{\infty }={\sqrt {\frac {2mg}{C_{d}\rho A}}}}
in cui:
- {\displaystyle C_{d}} è il coefficiente di resistenza aerodinamica;
- {\displaystyle \rho } è la densità del fluido attraverso il quale l'oggetto si muove;
- {\displaystyle A} è l'area della sezione dell'oggetto ortogonale alla direzione del moto (in altre parole è l'area dell'"ombra" dell'oggetto proiettata verso il basso).

Nel caso di un corpo sferico e per valori del numero di Reynolds minori di 1, anziché utilizzare tale relazione, che prevede la conoscenza del coefficiente di resistenza, è possibile utilizzare la legge di Stokes.

## Velocità terminale di risalita

Una bolla sferica in risalita in un fluido dopo un transitorio iniziale viaggia a velocità costante, in quanto la somma vettoriale delle forze agenti su di essa è nulla.

Se un corpo galleggia in un fluido, significa che la forza peso è superata dalla forza di galleggiamento:
{\displaystyle -\rho \mathbf {g} V}
Dove ρ è la densità del fluido e V è il volume del corpo galleggiante.
Si capisce quindi che dove nel caso precedente agiva la forza peso, qui agisce la differenza della forza di galleggiamento e della forza peso, quindi per analogia avremo che: 
{\displaystyle U_{\infty }={\sqrt {\frac {\Delta \rho \,g\,V}{k}}}}
dove Δρ è la differenza di densità fra liquido e galleggiante. Quindi esplicitando il coefficiente di attrito viscoso:
{\displaystyle U_{\infty }={\sqrt {\frac {2\Delta \rho \,g\,V}{C_{d}\rho A}}}={\sqrt {\frac {2\Delta \rho \,g\,L}{C_{d}\rho }}}}
in cui L è la lunghezza caratteristica del corpo data dal rapporto fra volume e superficie considerata per il coefficiente di resistenza. E infine, nel caso in cui la densità del galleggiante sia trascurabile: Δ ρ ~ ρ:
{\displaystyle U_{\infty }={\sqrt {\frac {2gL}{C_{d}}}}}

## Velocità di deriva elettrica
Come spiegato da Paul Drude nel suo modello, nei conduttori i portatori di carica si muovono come in un mezzo molto viscoso. Dalla meccanica del punto, se la viscosità è molto elevata il sistema raggiunge rapidamente la condizione per cui la velocità di flusso {\displaystyle \mathbf {u} } raggiunge la velocità limite {\displaystyle \mathbf {u} _{\infty }} (detta in questo contesto velocità di deriva), in quanto la fase di accelerazione del moto avviene in un tempo trascurabile. Da un punto di vista della dinamica del punto materiale, a regime, se {\textstyle \mathbf {E} } è il campo elettrico presente localmente, {\textstyle e} è la carica elettrica dei portatori (normalmente gli elettroni), la forza elettrostatica di trascinamento {\textstyle q\mathbf {E} } viene bilanciata dalla forza d'attrito viscoso che dipende dalla velocità di flusso {\textstyle -m_{e}\mathbf {u} /\tau }. Dunque alla velocità di deriva: 
{\textstyle e\mathbf {E} -m_{e}\mathbf {u} _{\infty }/\tau =0}.
Definendo con {\textstyle \mathbf {u} } la velocità di flusso, {\textstyle m_{e}} la massa dei portatori di carica e {\displaystyle \tau } è il tempo medio tra gli urti. 
La legge di Ohm viene espressa quindi concisamente come la relazione microscopica vettoriale fra velocità di deriva dei portatori di carica e campo elettrico:
{\displaystyle {\vec {u}}_{\infty }({\vec {E}})=\mu {\vec {E}}}
dove {\displaystyle \mu } è la mobilità elettrica (in m2/(V⋅s) o equivalentemente in C⋅s/kg) e {\displaystyle {\vec {E}}} il campo elettrico (V/m).
In questo modello la mobilità risulta essere 
{\displaystyle \mu ={\frac {e}{m_{e}}}\tau }
e quindi è semplicemente proporzionale al tempo di rilassamento:
{\displaystyle \mu (\tau )\sim \tau }